# Minamoto no Yoriie

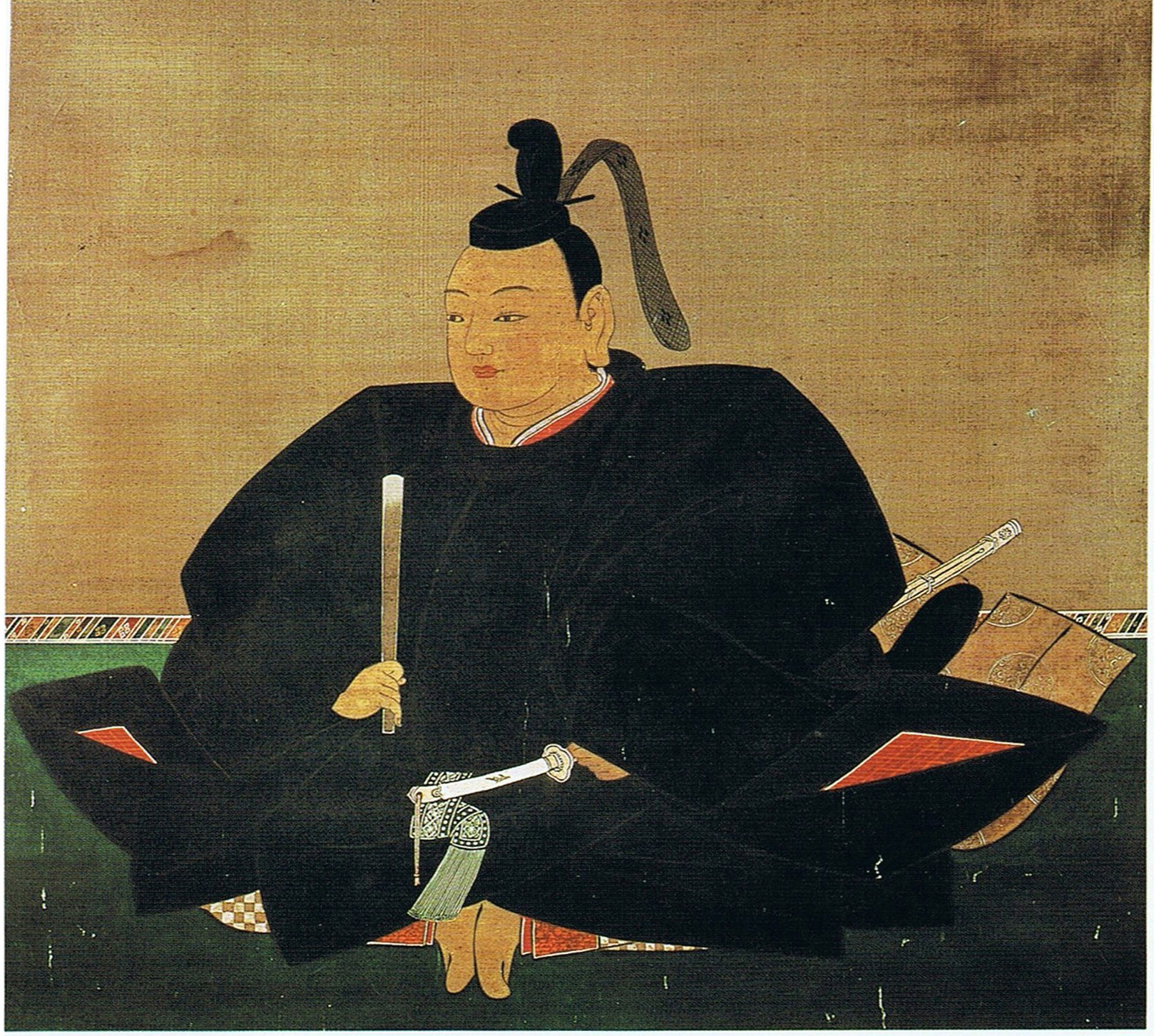
Minamoto no Yoriie

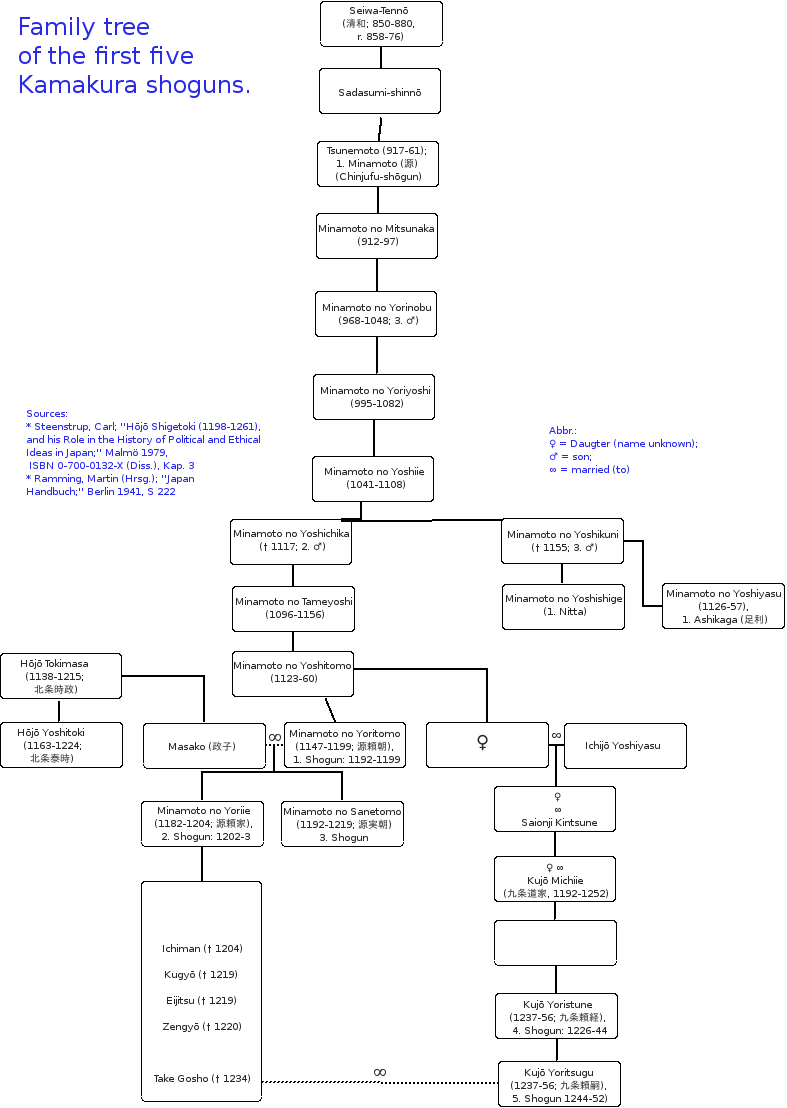
Genealogie van de eerste vijf shoguns.

Minamoto no Yoriie (源頼家; Kamakura, 11 september 1182 - Izu, 14 augustus 1204) was de tweede shogun (1202 - 1203) van het Kamakura-shogunaat van Japan. Hij was de oudste zoon van Minamoto no Yoritomo, de stichter van het Kamakura-shogunaat, en Hojo Masako, een dochter van Hojo Tokimasa. Hij werd geboren in de residentie van Hiki Yoshikazu en werd verzorgd door onder andere diens vrouw en de vrouw van Kajiwara Kagetoki.
Na de dood van zijn vader in 1199 werd Yoriie hoofd van de Minamoto-clan om in 1202 benoemd te worden tot Seii Taishogun. De macht binnen het shogunaat was echter reeds in handen gekomen van zijn grootvader, Hojo Tokimasa, die tot regent (shikken) van Yoriie was benoemd. Zijn moeder verbood hem verder zich bezig te houden met politiek. Yoriie smeedde een plan om de Hojo-clan te onderwerpen maar faalde. Hij werd onder huisarrest geplaatst en gedwongen af te treden. Op 14 augustus 1204 werd hij uiteindelijk vermoord te Izu. Yoriie werd opgevolgd door zijn jongere broer, Minamoto no Sanetomo als derde shogun van het Kamakura-shogunaat.
Zijn zonen stierven een gewelddadige dood. De oudste, Ichiman, stierf als kind, als slachtoffer van politieke intriges. Als laatste stierf Kugyo, die in 1219 gedwongen was een boeddhistisch priester te worden en op twintigjarige leeftijd zijn oom Sanetomo vermoordde. Kugyo werd direct geëxecuteerd voor zijn misdaad, waarmee de Seiwa Genji dynastie ten einde kwam.
De jaren van het shogunaat van Yoriie vallen binnen één Japanse periode: Kennin (1201-1204)

### Verder lezen
- (fr)  Titsingh, Isaac, ed. (1834). Siyun-sai Rin-siyo/Hayashi Gahō, 1652, Nipon o daï itsi ran; ou, Annales des empereurs du Japon.  Paris: Oriental Translation Fund of Great Britain and Ireland. OCLC 300555357